# 61. Oscar-gála
A 61. Oscar-gálán az Amerikai Filmművészetek és Filmtudományok Akadémiája (AMPAS) az 1988-as év legjobb filmjeit és filmeseit részesítette elismerésben. A ceremóniát 1989. március 27-én tartották meg, az Akadémia 23 kategóriában díjazta az alkotásokat.
A legtöbb, négy díjat az Esőember című dráma nyerte meg, beleértve a legjobb filmnek járó díjat is. A legjobb női főszereplő Jodie Foster (A vádlottak), a legjobb női mellékszereplő Geena Davis (Az alkalmi turista), a legjobb férfi főszereplő Dustin Hoffman (Esőember), a legjobb férfi mellékszereplő Kevin Kline (A hal neve: Wanda) lett.

## Díjazottak
| Kategória                     | Győztes                             |                                                             |
| ----------------------------- | ----------------------------------- | ----------------------------------------------------------- |
| Legjobb film                  | Esőember                            | Mark Johnson                                                |
| Legjobb férfi főszereplő      | Dustin Hoffman                      | Esőember                                                    |
| Legjobb női főszereplő        | Jodie Foster                        | A vádlottak                                                 |
| Legjobb férfi mellékszereplő  | Kevin Kline                         | A hal neve: Wanda                                           |
| Legjobb női mellékszereplő    | Geena Davis                         | Az alkalmi turista                                          |
| Legjobb rendező               | Barry Levinson                      | Esőember                                                    |
| Legjobb eredeti forgatókönyv  | Esőember                            | Ronald Bass, Barry Morrow                                   |
| Legjobb adaptált forgatókönyv | Veszedelmes viszonyok               | Christopher Hampton                                         |
| Legjobb fényképezés           | Lángoló Mississippi                 | Peter Biziou                                                |
| Legjobb vágás                 | Roger nyúl a pácban                 | Arthur Schmidt                                              |
| Legjobb látványtervezés       | Veszedelmes viszonyok               | Stuart Craig, Gérard James                                  |
| Legjobb kosztümtervező        | Veszedelmes viszonyok               | James Acheson                                               |
| Legjobb smink/maszk           | Beetlejuice – Kísértethistória      | Ve Neill, Steve LaPorte, Robert Short                       |
| Legjobb eredeti filmzene      | A milagrói babháború                | Dave Grusin                                                 |
| Legjobb eredeti betétdal      | Dolgozó lány                        | „Let the River Run”                                         |
| Legjobb hang                  | Bird – Charlie Parker élete         | Les Fresholtz, Rick Alexander, Vern Poore, Willie D. Burton |
| Legjobb hangvágás             | Roger nyúl a pácban                 | Charles L. Campbell, Louis L. Edemann                       |
| Legjobb képi effektusok       | Roger nyúl a pácban                 | Ken Ralston, Richard Williams, Ed Jones, George Gibbs       |
| Legjobb idegen nyelvű film    | Hódító Pelle                        | Dánia                                                       |
| Legjobb dokumentumfilm        | Hôtel Terminus                      | Marcel Ophüls                                               |
| Legjobb rövid dokumentumfilm  | You Don't Have to Die               | Bill Guttentag, Malcolm Clarke                              |
| Legjobb animációs rövidfilm   | Tin Toy                             | John Lasseter, William Reeves                               |
| Legjobb rövidfilm             | The Appointments of Dennis Jennings | Dean Parisot, Steven Wright                                 |

## Kategóriák és jelöltek

### Legjobb film
Esőember (Rain Man) (Mark Johnson)
- Az alkalmi turista (The Accidental Tourist) (Lawrence Kasdan, Charles Okun, Michael Grillo)
- Veszedelmes viszonyok (Dangerous Liaisons) (Norma Heyman, Hank Moonjean)
- Lángoló Mississippi (Frederick Zollo, Robert F. Colesberry)
- Dolgozó lány (Douglas Wick)

### Legjobb színész
Dustin Hoffman (Esőember (Rain Man))
- Gene Hackman (Lángoló Mississippi)
- Tom Hanks (Segítség, felnőttem!)
- Edward James Olmos (Mutasd meg, ki vagy)
- Max von Sydow (Hódító Pelle)

### Legjobb színésznő
Jodie Foster (A vádlottak)
- Glenn Close (Veszedelmes viszonyok (Dangerous Liaisons))
- Melanie Griffith (Dolgozó lány)
- Meryl Streep (Sikoly a sötétben)
- Sigourney Weaver (Gorillák a ködben (Gorillas in the Mist))

### Legjobb mellékszereplő színész
Kevin Kline (A hal neve: Wanda)
- Alec Guinness (Kis Dorrit)
- Martin Landau (Tucker, az autóbolond)
- River Phoenix (Üresjárat)
- Dean Stockwell (Keresztanya)

### Legjobb mellékszereplő színésznő
Geena Davis (Az alkalmi turista (The Accidental Tourist))
- Joan Cusack (Dolgozó lány)
- Sigourney Weaver (Dolgozó lány)
- Michelle Pfeiffer (Veszedelmes viszonyok (Dangerous Liaisons))
- Frances McDormand (Lángoló Mississippi)

### Legjobb rendező
Barry Levinson (Esőember (Rain Man))
- Charles Crichton (A hal neve: Wanda)
- Mike Nichols (Dolgozó lány)
- Alan Parker (Lángoló Mississippi)
- Martin Scorsese (Krisztus utolsó megkísértése)

### Legjobb eredeti forgatókönyv
Esőember (Rain Man) (Ronald Bass, Barry Morrow)
- Segítség, felnőttem! (Gary Ross, Anne Spielberg)
- Baseball bikák (Ron Shelton)
- A hal neve: Wanda (John Cleese, Charles Crichton)
- Üresjárat (Naomi Foner)

### Legjobb adaptált forgatókönyv
Veszedelmes viszonyok (Dangerous Liaisons) (Christopher Hampton)
- Az alkalmi turista (The Accidental Tourist) (Frank Galati, Lawrence Kasdan)
- Gorillák a ködben (Gorillas in the Mist) (Anna Hamilton Phelan, Tab Murphy)
- Kis Dorrit (Christine Edzard)
- A lét elviselhetetlen könnyűsége (Jean-Claude Carrière, Philip Kaufman)

### Legjobb fényképezés
Lángoló Mississippi (Peter Biziou)
- Esőember (Rain Man) (John Seale)
- Az utolsó csepp (Conrad L. Hall)
- A lét elviselhetetlen könnyűsége (Sven Vilhem Nykvist)
- Roger nyúl a pácban (Dean Cundey)

### Legjobb vágás
Roger nyúl a pácban (Arthur Schmidt)
- Drágán add az életed! (Frank J. Urioste, John F. Link)
- Gorillák a ködben (Gorillas in the Mist) (Stuart Baird)
- Lángoló Mississippi (Gerry Hambling)
- Esőember (Rain Man) (Stu Linder)

### Legjobb látványtervezés
Veszedelmes viszonyok (Dangerous Liaisons) (Stuart Craig, Gérard James)
- Beaches (Albert Brenner, Garrett Lewis)
- Esőember (Rain Man) (Ida Random, Linda DeScenna)
- Tucker, az autóbolond (Dean Tavoularis, Armin Ganz)
- Roger nyúl a pácban (Elliot Scott, Peter Howitt)

### Legjobb kosztümtervező
Veszedelmes viszonyok (Dangerous Liaisons) (James Acheson)
- Amerikába jöttem (Deborah Nadoolman)
- Egy marék por (Jane Robinson)
- Naplemente (Patricia Norris)
- Tucker, az autóbolond (Milena Canonero)

### Legjobb smink/maszk
Beetlejuice – Kísértethistória (Ve Neill, Steve LaPorte, Robert Short)
- Amerikába jöttem (Rick Baker)
- Szellemes karácsony (Thomas R. Burman, Bari Dreiband-Burman)

### Legjobb eredeti filmzene
A milagrói babháború (The Milagro Beanfield War) (Dave Grusin)
- Az alkalmi turista (The Accidental Tourist) (John Williams)
- Veszedelmes viszonyok (Dangerous Liaisons) (George Fenton)
- Gorillák a ködben (Gorillas in the Mist) (Maurice Jarre)
- Esőember (Rain Man) (Hans Zimmer)

### Legjobb eredeti betétdal
Dolgozó lány – Carly Simon: „Let the River Run”
- Buster – Lamont Dozier, Phil Collins: „Two Hearts”
- Bagdad Café – Bob Telson: „Calling You”

### Legjobb hang
Bird - Charlie Parker élete (Les Fresholtz, Rick Alexander, Vern Poore, Willie D. Burton)
- Drágán add az életed! (Don J. Bassman, Kevin F. Cleary, Richard Overton, Al Overton Jr.)
- Gorillák a ködben (Gorillas in the Mist) (Andy Nelson, Brian Saunders, Peter Handford)
- Lángoló Mississippi (Robert J. Litt, Elliot Tyson, Rick Kline, Danny Michael)
- Roger nyúl a pácban (Robert Knudson, John Boyd, Don Digirolamo, Tony Dawe)

### Legjobb hangvágás
Roger nyúl a pácban (Charles L. Campbell, Louis L. Edemann)
- Drágán add az életed! (Stephen Hunter Flick, Richard Shorr)
- Willow (Ben Burtt, Richard Hymns)

### Legjobb képi effektusok
Roger nyúl a pácban (Ken Ralston, Richard Williams, Ed Jones, George Gibbs)
- Drágán add az életed! (Richard Edlund, Al Di Sarro, Brent Boates, Thaine Morris)
- Willow (Dennis Muren, Michael J. McAlister, Phil Tippett, Christopher Evans)

### Legjobb idegen nyelvű film
Hódító Pelle (Dánia)
- Hanussen (Magyarország)
- A zenetanár (Belgium)
- Asszonyok a teljes idegösszeomlás szélén (Spanyolország)
- Salaam Bombay! (India)

### Legjobb dokumentumfilm
Hôtel Terminus (Marcel Ophüls)
- The Cry of Reason: Beyers Naude – An Afrikaner Speaks Out (Robert Bilheimer, Ronald Mix)
- Let's Get Lost (Bruce Weber, Nan Bush)
- Promises to Keep (Ginny Durrin)
- Who Killed Vincent Chin? (Renee Tajima-Pena, Christine Choy)

### Legjobb rövid dokumentumfilm
You Don't Have to Die (Bill Guttentag, Malcolm Clarke)
- The Children's Storefront (Karen Goodman)
- Family Gathering (Lise Yasui, Ann Tegnell)
- Gang Cops (Thomas B. Fleming, Daniel Marks)
- Portrait of Imogen (Nancy Hale, Meg Partridge)

### Legjobb animációs rövidfilm
Tin Toy (John Lasseter, William Reeves)
- The Cat Came Back (Cordell Barker)
- Technological Threat (Brian Jennings, Bill Kroyer)

### Legjobb rövidfilm
The Appointments of Dennis Jennings (Dean Parisot, Steven Wright)
- Cadillac Dreams (Matia Karrell)
- Gullah Tales (Gary Moss)

## Végső eredmény
(Győzelem/jelölés)
| 4/8 | Esőember                       |
| 3/7 | Veszedelmes viszonyok          |
| 3/6 | Roger nyúl a pácban            |
| 1/7 | Lángoló Mississippi            |
| 1/6 | Dolgozó lány                   |
| 1/4 | Az alkalmi turista             |
| 1/3 | A hal neve: Wanda              |
| 1/2 | Hódító Pelle                   |
| 1/1 | A vádlottak                    |
| 1/1 | Beetlejuice – Kísértethistória |
| 1/1 | A Milagrói babháború           |
| 1/1 | Bird - Charlie Parker élete    |